# Valley City, Illinois
Valley City là một làng thuộc quận Pike, tiểu bang Illinois, Hoa Kỳ. Năm 2010, dân số của làng này là 13 người.

## Dân số
Dân số qua các năm:
- Năm 2000: 14 người.
- Năm 2010: 13 người.